# Jackie Henderson
John Henderson, detto Jackie (Glasgow, 17 gennaio 1932 – Poole, 26 gennaio 2005), è stato un calciatore scozzese, di ruolo attaccante.

## Carriera
Ha giocato nella prima divisione inglese.

## Palmarès

### Club

#### Competizioni nazionali
- Campionato inglese: 1

Wolverhampton: 1957-1958